# Counting Down the Days
Counting Down the Days – trzeci album studyjny Natalie Imbruglii wydany w 2005 roku.

## Lista utworów
1. "Starting Today" - 2:56
2. "Shiver" - 3:44
3. "Satisfied" - 3:30
4. "Counting Down the Days" - 4:09
5. "I Won't Be Lost" - 3:53
6. "Slow Down" - 3:32
7. "Sanctuary" - 3:09
8. "Perfectly" - 3:24
9. "On the Run" - 3:38
10. "Come on Home" - 3:56
11. "When You're Sleeping" - 3:07
12. "Honeycomb Child" - 4:14